# Hebia cinerea
Hebia cinerea là một loài ruồi trong họ Tachinidae.